# Rineloricaria eigenmanni
Rineloricaria eigenmanni es una especie de peces de la familia Loricariidae en el orden de los Siluriformes.

## Morfología
Los machos pueden llegar alcanzar los 10,2 cm de longitud total.

## Distribución geográfica
Se encuentran en Sudamérica, en la cuenca del río Orinoco.